# Leucania fortunata
Leucania fortunata là một loài bướm đêm trong họ Noctuidae.